# Antuza
Antuza – imię żeńskie pochodzenia greckiego, od gr. Ανθουσα (Anthousa), które pochodzi od słowa ανθος (anthos) – „kwiat”. Patronką tego imienia jest św. Antuza (ur. 751 w Konstantynopolu, zm. 801 także).
Antuza imieniny obchodzi 27 lipca.
Znane osoby noszące to imię:
- Anfisa Riezcowa (ur. 1964 r. w Jakimcu, obwód włodzimierski) – rosyjska biathlonistka oraz biegaczka narciarska reprezentująca też Związek Socjalistycznych Republik Radzieckich i Wspólnotę Niepodległych Państw; dwukrotna medalistka olimpijska i pięciokrotna medalistka mistrzostw świata w biegach narciarskich, a także trzykrotna medalistka olimpijska i srebrna medalistka mistrzostw świata w biathlonie; zdobyła także dwukrotnie Puchar Świata w biathlonie.